# Guillaume Montobio
Guillaume Montobio, né le 13 février 1883 à Gand, et mort dans la même ville le 14 avril 1962, est un peintre belge.
Son champ pictural couvre essentiellement les paysages et les marines. Il appartient brièvement au second groupe de l'École de Laethem-Saint-Martin, colonie d'artistes belges.

## Biographie

### Famille
Guillaume (Guillielmus Eugenius Clemens) Montobio, né le 13 février 1883, au Vieux Marché aux poissons à Gand, est le fils d'Eugène Montobio (1858-1915), marchand, et de Clémence Janssens (1852-1928). Guillaume Montobio épouse à Gand le 13 août 1913 Clarisse Lefevre (née en 1888), tailleuse d'habits.

### Formation
Guillaume Montobio étudie à l'Académie royale des beaux-arts de Gand, où il est l'élève du peintre Louis Tytgadt,.

### Carrière
En 1907, après avoir résidé à Deurle, Guillaume Montobio s'établit à Laethem-Saint-Martin jusqu'en 1909,. À partir de 1906, il expose au cercle Vie et Lumière, et ce jusqu'en 1911. Il envoie Marronnier en automne à l'Exposition universelle de 1913 à Gand. Au Salon de Bruxelles de 1914, il présente Entrée du château (automne).
Progressivement absent de la scène artistique depuis les années 1930, Guillaume Montobio expose une dernière fois en 1942 à la galerie Pan à Gand. Il meurt à l'âge de 79 ans le 14 avril 1962 à Gand.

## Œuvre

### Caractéristiques
Le champ pictural de Guillaume Montobio couvre essentiellement les paysages et les marines. Dans la région de Deurle et de Laethem, Guillaume Montobio crée de nombreuses toiles représentant la Lys, des fermes, des allées bordées d'arbres, des meules de foin et des gerbes de blé. Son style s'inscrit dans la lignée du luminisme d'Émile Claus et de ses disciples, avec parfois un coup de pinceau dur et précis qui frôle le vérisme de Maurice Sys.
Après des débuts prometteurs, l'évolution artistique de Guillaume Montobio stagne et il se retrouve à cours d'inspiration. S'il entretient des liens d'amitié avec les jeunes artistes de Laethem, son travail manque de constance et son passage à Laethem est trop bref pour qu'il puisse véritablement s'intégrer à la deuxième génération. 
De manière générale, son sens audacieux de la couleur le rend unique dans son art. Après 1914, son procédé devient parfois pointilliste et s'exprime dans des sites pittoresques agréables dégageant une émotion profonde,.
En 1923, il est mandaté pour restaurer, de concert avec Edgar Bytebier, les fresques des Floralies gantoises réalisées dix ans plus tôt.

### Collection muséale
- Musée de Deinze et du Pays de la Lys[9].